# أسلاف انفجارات أشعة جاما
أسلاف انفجارات أشعة جاما من أكثر الظواهر الكونية طاقةً، حيث تُنتج كميات هائلة من الطاقة في فترة زمنية قصيرة. تُعتبر هذه الانفجارات من أهم الموضوعات في علم الفلك الحديث، حيث تساعد في فهم تطور النجوم والمجرات.

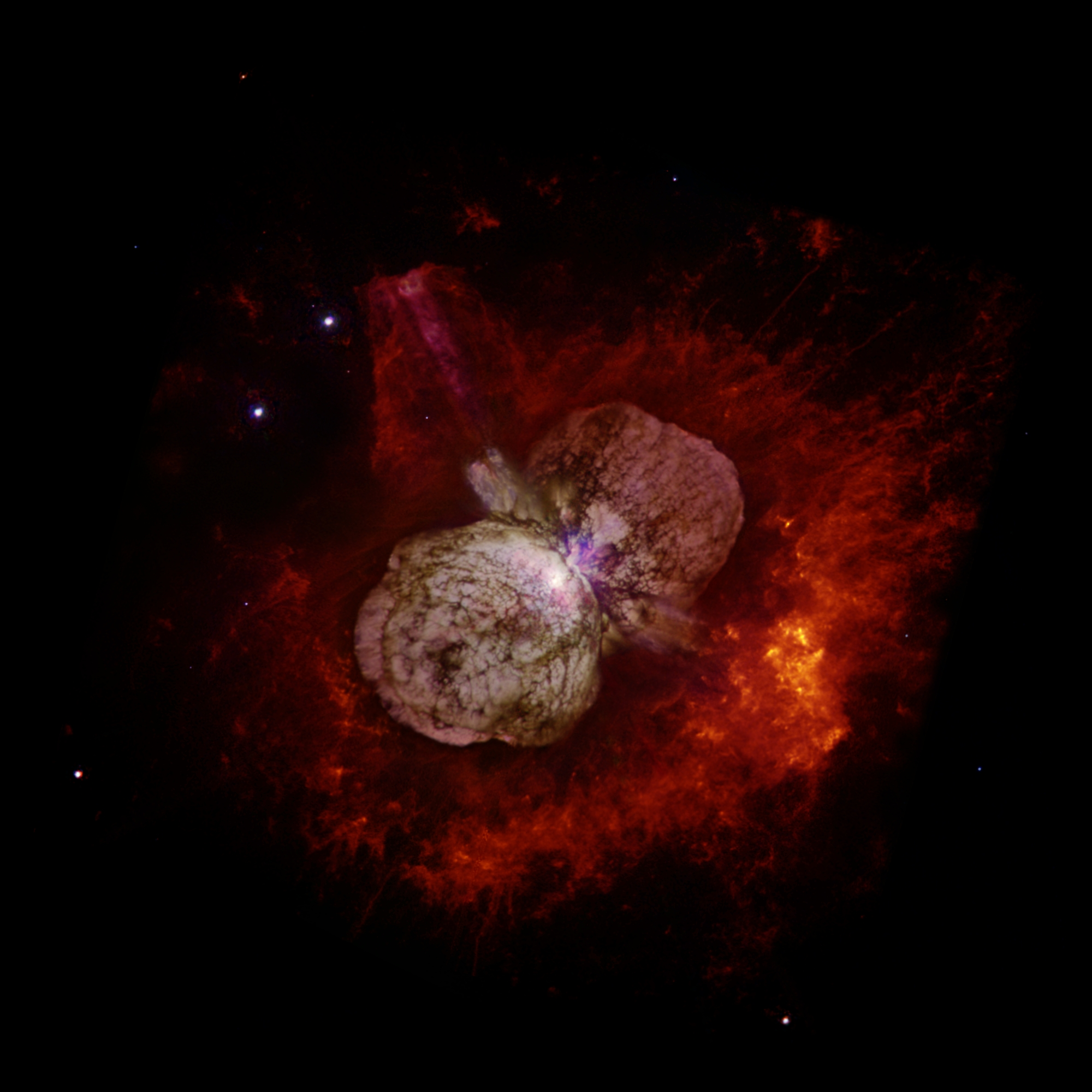
تظهر هذه الصورة المذهلة التي التقطها تلسكوب هابل الفضائي التابع لوكالة ناسا زوجًا ضخمًا من سحب الغاز والغبار المتصاعدة للنجم الهائل الحجم إيتا كاريناي. وقد رصد هابل إيتا كاريناي في سبتمبر 1995 باستخدام الكاميرا الكوكبية ذات المجال العريض 2 (WFPC2). ثم تم دمج الصور الملتقطة من خلال مرشحات حمراء وأخرى قريبة من الأشعة فوق البنفسجية لإنتاج الصورة الملونة المعروضة. وكان من الضروري إجراء تسلسل من ثماني تعريضات لتغطية النطاق الديناميكي الهائل للجسم: حيث كانت كتل القذف الخارجية أضعف بمقدار 100000 مرة من النجم المركزي اللامع. وقد عانى إيتا كاريناي من انفجار عملاق منذ حوالي 160 عامًا، عندما أصبح أحد ألمع النجوم في السماء الجنوبية. وعلى الرغم من أن النجم أطلق قدرًا من الضوء المرئي يعادل انفجار المستعر الأعظم، إلا أنه نجا من الانفجار. وقد أنتج الانفجار فصين وقرصًا استوائيًا كبيرًا ورقيقًا، وكلها تتحرك نحو الخارج بسرعة حوالي مليون كيلومتر في الساعة.

## تعريف انفجارات أشعة جاما
انفجارات أشعة جاما هي انفجارات مفاجئة تُنتج أشعة جاما، وهي نوع من الإشعاع الكهرومغناطيسي. يمكن أن تستمر هذه الانفجارات من بضع ميلي ثانية إلى عدة دقائق، وتُعتبر من أقوى الانفجارات في الكون.

## أسلاف انفجارات أشعة جاما
تُقسم أسلاف انفجارات أشعة جاما إلى نوعين رئيسيين:
أسلاف قصيرة الأمد (Short-duration GRBs):
- الأصل: يُعتقد أن هذه الانفجارات ناتجة عن اندماج نجمين نيوترونيين أو نجم نيوتروني مع ثقب أسود.
- الخصائص: تستمر عادةً أقل من 2 ثانية، وتُنتج طاقة أقل مقارنةً بالانفجارات الطويلة.

أسلاف طويلة الأمد (Long-duration GRBs):
- الأصل: يُعتقد أن هذه الانفجارات ناتجة عن انهيار نجم ضخم إلى ثقب أسود، مما يؤدي إلى إطلاق كميات هائلة من الطاقة.
- الخصائص: تستمر عادةً لأكثر من 2 ثانية، وغالبًا ما تكون مرتبطة بتكوين المستعرات العظمى (Supernovae).

## الآلية الفيزيائية
تحدث أسلاف انفجارات أشعة جاما نتيجة لعمليات معقدة تشمل:
- الانهيار الجاذبي: عندما ينهار نجم ضخم تحت تأثير جاذبيته، يمكن أن يتشكل ثقب أسود، مما يؤدي إلى إطلاق طاقة هائلة.
- الإشعاع الناتج: يتم إنتاج أشعة جاما من خلال عمليات مثل تسارع الجسيمات في مجالات مغناطيسية قوية.

## أهمية دراسة أسلاف انفجارات أشعة جاما
- فهم تطور النجوم: تساعد دراسة هذه الانفجارات في فهم كيفية تطور النجوم والمجرات.
- تحديد المسافات الكونية: يمكن استخدام أسلاف انفجارات أشعة جاما كأدوات لقياس المسافات في الكون.
- دراسة المواد المظلمة: توفر معلومات حول المواد المظلمة والطاقة المظلمة في الكون.

## خاتمة
تُعتبر أسلاف انفجارات أشعة جاما موضوعًا مثيرًا في علم الفلك، حيث توفر رؤى عميقة حول العمليات الكونية. من خلال دراسة هذه الظواهر، يمكننا فهم أفضل لتطور الكون وتفاعلاته.